# Ревенко Віра Олексіївна
Віра Олексіївна Волова, у шлюбі Ревенко (англ. Vira Revenko; нар. 1 липня 1966, Одеса, УРСР, СРСР) — українська оперна співачка (лірико-драматичне сопрано), провідна солістка Одеського Національного академічного театру опери та балету, солістка опери, в.о. професора кафедри сольного співу Одеської національної музичної академії ім. А. В. Нежданової. Народна артистка України (2016).

## Біографія
Народилася 1 липня 1966 року в Одесі в сім'ї Олексія Федоровича та Ольги Іванівни Волових.
1987 року народила сина Віталія. З 1992 року одружена з Василем Ревенко.

## Музична кар'єра
У 1981 році вступила до Одеського музичного училища  ім. Данькевича за класом фортепіано. Після закінчення у 1986 році вступила до Одеської національної музичної академії iм. А. В. Нежданової за класом сольного співу (клас професора Н. Ф. Войцеховської). У 1993 році вступила до аспірантури Одеської державної консерваторії ім. А. В. Нежданової. 
У 1996 року запрошена солісткою опери до Одеського Національного театру опери та балету, також прийнята на посаду викладачки кафедри сольного співу Одеської національної музичної академії імені А. В. Нежданової.
20 квітня 2006 року їй присвоїли вчене звання доцента кафедри сольного співу. 
У 1999 році отримала почесне звання «Заслужений артист України».
25 грудня 2009 року за версією «Народного визнання 2009» стала співачкою року.
З нагоди Дня Конституції України та за значний внесок у культурно-освітній розвиток України 2016 року їй присвоєно почесне звання «Народний артист України».
Мова: українська, російська, англійська. Жанр: класика. Інструменти: фортепіано.
Неофіційно Віру Ревенко називають українською Софі Лорен.

## Відзнаки та нагороди

### Державні
- Почесне звання «Заслужений артист України» (1999 рік).

- Почесне звання «Народний артист України» (2016 рік).

### Релігійні
- Медаль «1020-летие крещения Руси» Патріарха Московського та Всія Русі (2008 рік).

- Орден Святої великомучениці Варвари (2016 рік).

### Інші
- Відзнака академії сучасного мистецтва (2008 рік).

- Почесна відзнака «За вагомий внесок у розвиток фестивального року» (2013 рік).
- Медаль до «50 річчя Київського району» за культурний внесок (2013 рік).
- Почесна відзнака Одеської обласної ради (2013 рік).
- Почесна відзнака Одеського міського голови «За заслуги перед містом» (2013 рік).
- Почесна відзнака-медаль оперативного командування Одеського округу «Південь» (2016 рік).